# Joseph Haydn
Franz Joseph Haydn (Rohrau, 31 de março de 1732 – Viena, 31 de maio de 1809) foi um dos mais importantes compositores do período clássico. Personifica o chamado "classicismo vienense" ao lado de Wolfgang Amadeus Mozart e Ludwig van Beethoven. A posteridade apelidou este grupo como "Trindade Clássica Vienense". Para além disso é considerado como um dos autores mais importantes e influentes da história da música erudita ocidental com uma carreira que cobriu desde o fim do Barroco aos inícios do Romantismo. Ele é considerado a ponte e o motor que permitiram que esta evolução sucedesse.
Era irmão do igualmente ilustre compositor Michael Haydn, colega de Mozart em Salzburgo, e do tenor Johann Evangelist Haydn, que mais tarde Joseph fará vir para Eszterhaza em 1763. Tendo vivido a maior parte da sua vida na Áustria, Haydn passou a maior parte de sua carreira como músico de corte para a rica família dos Eszterházy. Isolado de outros compositores, foi, segundo ele próprio, “forçado a ser original”. A sua genialidade foi amplamente reconhecida durante a sua vida.

## Vida

### Infância
Haydn nasceu numa família modesta em 1732, na vila de Rohrau, perto da fronteira com a Hungria, filho de Matthias Haydn e Maria Koller. Ninguém da família de Haydn estava ligado à música, apesar de Matthias Haydn ser um entusiasta da música tradicional e tocar harpa de ouvido. De acordo com os apontamentos autobiográficos de Haydn, a sua infância foi bastante impregnada de musicalidade dando como exemplo os frequentes serões de canto com seus vizinhos.
Os pais de Haydn cedo perceberam que seu filho tinha dotes musicais e compreenderam que ficando em Rohrau, Joseph não teria possibilidade de obter qualquer aperfeiçoamento musical sério. Por esta razão, aceitaram a proposta de um dos seus parentes, Johann Matthias Franck, mestre de capela em Hainburg, com o qual Haydn passaria a viver e a ter aulas de música. Haydn partiu com Franck e nunca mais voltou a viver com seus pais. Haydn tinha então apenas seis anos de idade.
A vida na casa de Franck não foi fácil para Joseph, onde se recordou de ter passado fome e humilhações. Contudo, aí aprendeu a tocar cravo e violino. Haydn, tendo uma bela voz infantil, começou também a cantar na secção de soprano no coro da igreja. Em 1740, Georg von Reutter, diretor de música na catedral de Santo Estêvão, em Viena, impressionou-se com a musicalidade de Haydn. Reutter nesse tempo viajava pela Áustria procurando pequenos cantores talentosos. Descoberto desta forma, Joseph Haydn foi enviado a Viena, onde trabalhou durante os nove anos seguintes como cantor, os últimos quatro já na companhia de seu irmão mais novo Michael.

### O trabalho como músico
Em 1749 Haydn, com 18 anos, deixou de ter voz para cantar e foi expulso. Desta forma, sem trabalho e na pobreza, chegando mesmo a dormir na rua, foi lançado na boémia vienense como músico ambulante. Durante este período, que durou cerca de dez anos, Haydn acabou por introduzir-se nos meios intelectuais e desenvolveu várias atividades, entre as quais, a partir de 1753, a de secretário do então famoso compositor italiano Nicola Porpora, com quem acabou por aprender os fundamentos da composição. A sua formação é porém devida a si próprio a partir do estudo voluntário do tratado de contraponto Gradus ad Parnassum do então compositor da corte, Fux (1660-1741). Outra grande influência foi Carl Philipp Emanuel Bach, o segundo filho de Johann Sebastian Bach. É a partir de 1750, com os novos conhecimentos que foi obtendo que teve a ensejo de escrever missas e a sua primeira ópera (hoje perdida) Der Krumme Teufel. Posteriormente, Haydn compõe os primeiros divertimentos e outras peças para cordas que de um só golpe estabelecem a sua reputação e o sucesso de um novo tipo de formação musical; o quarteto de cordas.

### Os anos como mestre de capela

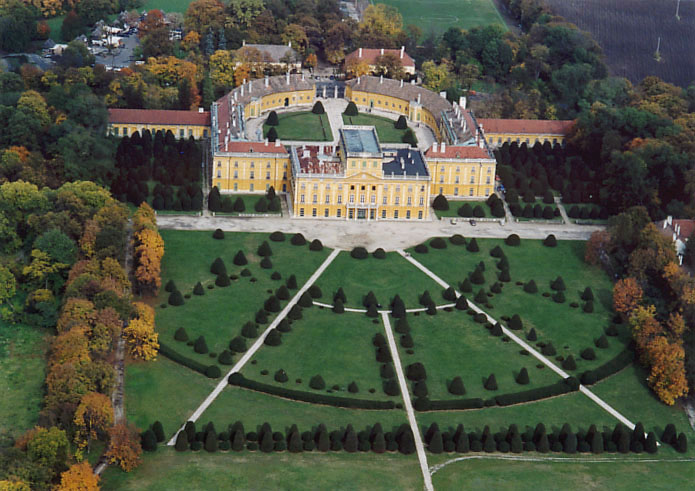
Vista do Palácio Eszterháza em Fertöd

Em 1759 (1757, de acordo com alguns), Haydn recebeu o seu primeiro cargo importante, como mestre de capela (Kapellmeister), para o conde Karl von Morzin. Neste cargo, Haydn dirigiu a orquestra de câmara do conde e escreveu suas primeiras sinfonias para esta formação apenas então com 16 músicos. Para além destas actividades torna-se professor de música. É por esta altura que apaixona-se por uma das suas alunas, Theresa Keller, e propõe-lhe casamento. Porém Theresa está destinada ao convento. Haydn acaba por casar com a irmã mais velha, Maria Anna Keller. Casados a 26 de novembro de 1760, o casal nunca teve filhos. Mais tarde teria uma amante, Luigia Polzelli, cantora em Ezsterhàza.
O conde Morzin, posteriormente, sofreu problemas financeiros que o forçaram a dissolver seu estabelecimento musical e a dispensar o compositor, mas Haydn conseguiu imediatamente outro trabalho, agora como mestre de capela assistente para a família dos príncipes de Eszterházy, uma importante família da nobreza húngara e uma das famílias mais ricas e importantes do Império Austríaco. O contrato de 1761 demonstra as condições humilhantes que estariam reservados então a um músico de corte. Vestia o uniforme os criados e a exclusividade de toda a sua criação era destinada ao seu patrão. Porém apesar da dureza do contrato Haydn nunca foi tratado como um criado. Grande melómano, o príncipe Paul II Ezsterházy (1711-1762), cedo reconheceu o gênio do seu subalterno e não impediria a divulgação exterior do seu trabalho a editores e ao público em geral. É porém após a morte deste último e ao lado do seu irmão, Nikolaus I Ezsterházy, apelidado à medida de Lorenzo di Medici, "o magnifico" que se desenvolverá a obra de Haydn. Grande mecenas e fanático musical, concede a Haydn todas as condições necessárias a que este desenvolva livremente o seu gênio. Quando o mestre de capela incumbente Gregor Werner morreu em 1766, Haydn passou a ser o titular do cargo. Servirá esta família por mais de 30 anos.
Haydn seguiu a família em todas as suas deslocações: viveram no Palácio Eszterháza em Eisenstadt, o seu palácio de inverno a cerca de 50 km. de Viena, e no Palácio Eszterháza em Fertöd, o grande palácio da família, na Hungria. Como kappelmeister, a Haydn eram confiadas uma grande quantidade de responsabilidades, incluindo a composição, a regência da orquestra, a execução de música de câmara com e para seus patrões, e desenvolvendo mesmo algumas produções de ópera italiana, dramas heróicos como Armida ou dramas cómicos como La Vera Constanza para o pequeno teatro do palácio. Tendo acesso livre à orquestra privada do príncipe e regendo-a Haydn escreveu e interpretou mais de 100 sinfonias, experimentando como ninguém o fizera neste domínio. Poucos compositores no mundo teriam nesse tempo as condições que Haydn teve para a experimentação musical. 
Apesar do isolamento mundano que sofria, a partir de Ezsterhàza, a fama das suas novas formas musicais ultrapassava já as fronteiras do império austríaco até se ter tornado um dos compositores mais festejados da Europa. Haydn, sob autorização do príncipe começa a viajar. Em 1770 pode já dirigir as suas próprias obras em Viena. Em breve viajará a Paris a convite da austríaca Maria Antonieta. Desta época datam as Sinfonias de Paris, tocadas perante a corte francesa e perante a austríaca Maria Antonieta e a versão orquestral das Sete Últimas Palavras de Cristo. Durante os quase trinta anos que Haydn trabalhou para os Eszterházy, produziu uma enorme quantidade de obras e o seu estilo musical tornou-se maduro. Gradualmente, Haydn passou a escrever tanto para seus patrões quanto para a publicação. 
Por volta de 1781 em Viena, Haydn conheceu e estabeleceu uma sólida amizade com Wolfgang Amadeus Mozart. Desta grande e profunda amizade sem outro paralelo na história da música e apesar das diferenças de idade (Haydn era 24 anos mais velho) nasceram influências recíprocas. Impressionou-se vivamente com o trabalho de Mozart e considerava-o superior em gênio. Escrevendo ao pai do seu amigo, Leopold Mozart, afirmou: "digo-o perante Deus e como um homem honesto, que vosso filho é o maior compositor que eu conheço em pessoa ou em nome, porque tem o gosto e a maior das ciências da composição". Por volta dessa época, Haydn parou de compor óperas e concertos – precisamente os dois géneros em que Mozart mais se destacou. Wolfgang, em contrapartida, considerava o mais velho um mestre e venerava-o como modelo. Chamava-lhe "Papá", "guia" e "melhor amigo". Dedicou seis quartetos a Haydn. Mozart, membro activo da maçonaria levou Haydn a aderir, o que sucedeu em 1785, apesar da fé católica deste último. Depois seria o fim. Na véspera da viagem de Haydn a Londres, da qual Mozart o tentou demover por motivos de saúde, os dois amigos despediram-se pressentindo a última vez. Haydn tinha então quase sessenta anos. Mas o destino foi diverso; Haydn não poderia imaginar que a morte levaria Mozart no inverno de 1791.

### As viagens por Londres
Em 1790, o príncipe Nicolau Eszterházy morre e o seu sucessor não seria um apreciador de música. Dissolve por isso toda a estrutura musical da família, ficando a pagar a Haydn uma pensão. Assim, livre das obrigações e sem problemas financeiros, Haydn pôde aceitar uma lucrativa oferta do empresário alemão Johann Peter Salomon, para visitar a Inglaterra e conduzir aí as suas novas sinfonias com uma grande orquestra. Estas, as suas últimas 12 sinfonias, dentre elas a Sinfonia n.º 100 em sol maior, ficarão para a posteridade como as Sinfonias de Londres e são consideradas como um atingir da maturidade da sinfonia clássica. Foi um triunfo apoteótico. Haydn foi convidado a ficar em Londres tal como tinha sucedido anteriormente com Georg Handel. Recusou, porém, e retornou à Áustria.

### Os últimos anos em Viena e morte

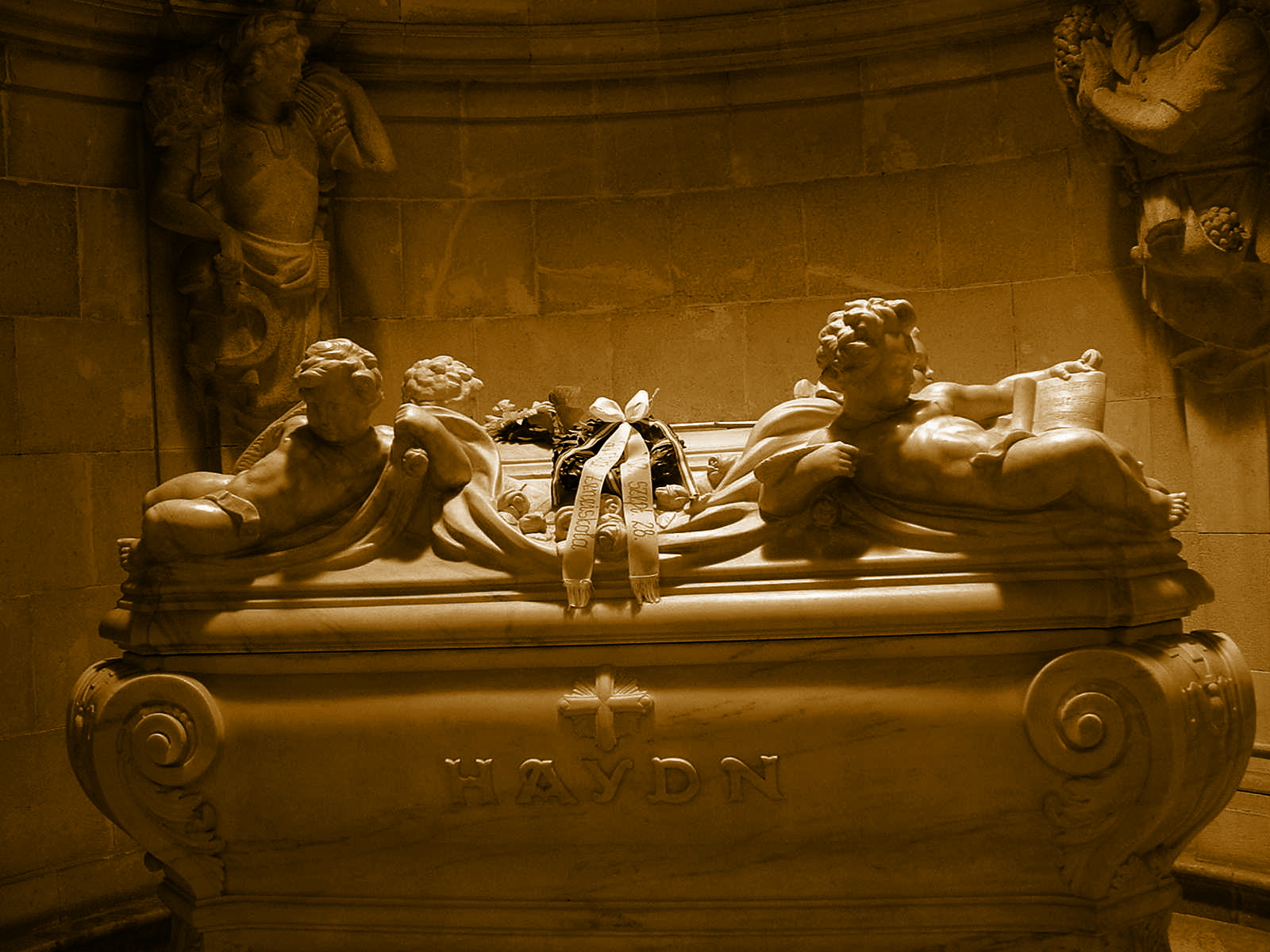
Túmulo em Eisenstadt

Haydn retorna a Viena onde construiu uma casa e voltou-se para a composição de grandes obras religiosas para coro e orquestra. Entre estas últimas contam-se os últimos nove quartetos, os oratórios A Criação, As Estações o Te Deum e seis missas dedicadas à família Eszterházy, cujo actual príncipe era novamente um melómano à imagem de Nicolau e competiu para a reaproximação. Estas obras marcam o ponto máximo da obra musical de Haydn.
A partir de 1802 Haydn já começa a dar sinais de debilidade física e fica impossibilitado de compor, o que foi especialmente duro para si, visto que não lhe paravam de surgir novas ideias musicais. Haydn foi acarinhado nestes anos pelo seu pessoal doméstico e recebeu muitos visitantes e honras públicas, mas tal não lhe terá diminuído a tristeza derivada da inactividade.
Haydn morreu em casa em 31 de maio de 1809, aos 77 anos, durante um violento bombardeio nas vésperas da tomada de Viena pelo exército de Napoleão Bonaparte. Por ordem do próprio Napoleão, um guarda foi colocado à porta de sua casa em seus últimos momentos de vida, de modo a evitar que fosse perturbado, tamanho o prestígio do qual gozava.
Como a Áustria estava em guerra e Viena ocupada pelas tropas de Napoleão, um funeral bastante simples foi realizado em Gumpendorf, a paróquia de Viena à qual pertencia a casa de Haydn em Windmühle, seguido de sepultamento no cemitério de Hundsturm. Após o enterro, dois homens planearam subornar o coveiro e roubar a cabeça do compositor. Esses eram Joseph Carl Rosenbaum, um ex-secretário da família Esterházy (empregadores de Haydn), e Johann Nepomuk Peter, governador da prisão provincial da Baixa Áustria. 
A motivação de Peter e Rosenbaum era o interesse pela frenologia que tinha grande interesse pela anatomia de indivíduos considerados génios.
A cabeça foi roubada pelo coveiro (cujo nome era Jakob Demuth) em 4 de junho de 1809. Ficou um ano na posse de Peter, passando depois para as mãos de Rosenbaum.
Em 1820, o antigo patrono de Haydn, o príncipe Nikolaus Esterházy II, decidiu transferir os restos mortais de Haydn de Gumpendorf para a residência da família em Eisenstadt, perante a falta do crânio, Rosenbaum deu ao Príncipe Esterházy um crânio diferente.
Após a morte de Rosenbaum em 1829, o crânio passou de mão em mão por vários proprietários.
Em 1932, o príncipe Paul Esterházy, descendente de Nikolaus, construiu um túmulo em mármore para Haydn na Bergkirche (Igreja do Monte) em Eisenstadt. Este era o local adequado, visto que foi onde algumas das missas que Haydn escreveu para a família Esterházy foram estreadas. O propósito expresso do Príncipe era unificar os restos mortais do compositor. No entanto, houve muitos atrasos, e foi somente em 1954 que o crânio pôde ser transferido, numa cerimónia esplêndida, completando assim o processo de sepultamento de 145 anos. Quando o crânio do compositor foi finalmente reunido ao restante de seu esqueleto, o crânio substituto não foi removido. Assim, o túmulo de Haydn contém dois crânios.

## Aparência e personalidade
Haydn era conhecido entre seus contemporâneos pela sua personalidade tranquila e optimista. Tinha um apurado senso de humor, que pode ser apreciado em alguma da sua música: na Sinfonia n.º 45 em fá sustenido menor, chamada A Despedida, fez com que os músicos fossem parando de tocar um de cada vez, fechassem a partitura e saíssem da sala, até que só sobrassem dois únicos executantes no final, como forma de mostrar ao príncipe que eles faziam jus a um tratamento mais condigno, visto que eram considerados meros serviçais do palácio. O príncipe, que era perspicaz, entendeu a mensagem passando a dar melhor atenção aos músicos de sua orquestra. Em alguns casos, ele introduzia uma nota forte súbita, para evitar que os espectadores dormissem durante a execução. Era particularmente respeitado pelos músicos da corte que ele supervisionou, assim como os tratava cordialmente e representava efectivamente os interesses dos músicos para o empregador. Haydn também tinha uma fé católica fervorosa. Sempre que terminava uma composição, escrevia as palavras “Laudate Deo” (“Glória a Deus”), ou alguma expressão parecida no fim do manuscrito. Suas diversões preferidas eram a caça e a pesca.
Haydn era feio (para o padrão de beleza dominante na época) e de baixa estatura, e ficava surpreso quando as mulheres o seguiam durante as visitas a Londres. Cada um dos vários artistas que pintaram a face de Haydn durante sua vida tentou deixar transparecer sua personalidade agradável, apesar de não se enquadrar naquele padrão de beleza.

## Obra
Haydn é considerado o pai da sinfonia clássica e do quarteto de cordas, além de ter escrito muitas sonatas para piano, trios, divertimentos e missas, que se tornou a base do estilo clássico de composição de música erudita. Além disso, escreveu também algumas músicas de câmara, óperas e concertos, que hoje não são tão conhecidos. Haydn foi o maior influenciador do estilo da época.
O desenvolvimento da forma-sonata de um esquema rígido em uma maneira sutil e flexível de expressão musical, que se tornou dominante no pensamento musical clássico, é devido quase que completamente a Haydn. Ele também criou a forma sonata, a forma de variação dupla, e foi também o primeiro a integrar a fuga e outros modelos contrapontísticos à forma clássica.
- Primeiro movimento (allegro moderato) do quarteto de cordas nº 53 em ré maior Op. 64/5 Hob III:63, interpretado pelo Musopen String Quartet

- Segundo movimento da sonata para piano nº 38 Hob XVI:23, interpretado por Ivan Ilić

- Segundo movimento da sinfonia n.º 101 em ré maior Hob 1:101, interpretado pela orquestra Amigos do JPC

### Instrumentos
Um dos pianos de Anton Walter, utilizado pelo compositor, está agora em exposição na Casa-Museu de Haydn, na cidade de Eisenstadt. No ano de 1788, em Viena, Haydn comprou um piano construído por Wenzel Schantz para si. Quando o compositor visitou Londres pela primeira vez, John Broadwood, um construtor de pianos inglês, forneceu-lhe um piano de cauda.

### Exemplos sonoros
- Alan Curtis. Joseph Haydn. Keyboard Sonatas. Fortepian Walter da década de 1796, Schantz 1790
- Malcolm Bilson. Franz Josef Haydn. Keyboard Sonatas. Walter (Philip Belt) Titanic Records
- Ronald Brautigam com Concerto Copenhagen sob Lars Ulrik Mortensen. Joseph Haydn Concertos. Walter (Paul McNulty)
- Andreas Staier. Joseph Haydn. Sonatas and Variations.  Walter (Christopher Clarke)
- Jos van Immerseel. Wolfgang Amadeus Mozart, Joseph Haydn. Fortepiano Sonatas. Walter (Christopher Clarke)
- Robert Levin com Vera Beths e Anner Bylsma. Joseph Haydn. The Last 4 Piano Trios: H 15 no 27-30 . Walter (Paul McNulty)